# Bozon Z
Bozon Z0 (zeton) – cząstka elementarna pośrednicząca w oddziaływaniach słabych, wymieniana przez np. elektrony czy neutrina i inne cząstki oddziałujące poprzez oddziaływanie słabe podczas zderzeń. Jest obojętny elektrycznie, jako bozon podlega statystyce Bosego-Einsteina. Jego istnienie przewidziała teoria oddziaływań słabych. Bozon Z jest równocześnie swoją antycząstką. Okres półtrwania wynosi 3,2×10−25 sekundy.
Masa (energia spoczynkowa) bozonu Z0 to 91,1876 ± 0,0021 GeV.
Zaproponowany został w modelu Weinberga-Salama (1968) jako wyjaśnienie zaobserwowanych procesów w doświadczeniu z wiązką neutrin w CERN-ie w 1963 roku.